# Blurred Vision
Blurred Vision ist eine Rock- und Popgruppe aus London, Vereinigtes Königreich. Die Band wurde 2010 von den Brüdern Sohl und Sepp Osley sowie Ben Riley gegründet und besteht seit 2018 aus Sepp Osley (Gitarre), Bentley Levy (Bass), Jake Bradford Sharp (Schlagzeug) and Ed Bennett (Gitarre).

## Geschichte
Im Jahr 2010 veröffentlichten die Brüder Sepp und Sohl Osley ein Cover von Pink Floyds "Another Brick In The Wall Part 2" mit dem Titel "Hey Ayatollah Leave Those Kids Alone". Der Filmemacher Babak Payami produzierte ein Musikvideo, das auf der Video-Sharing-Plattform YouTube schnell viral ging. Das Remake wurde auch von Pink Floyds Roger Waters öffentlich unterstützt.
Nach dem Erfolg von "Hey Ayatollah" kontaktierte Produzent Terry Brown die Brüder und stellte ihnen den Schlagzeuger Ben Riley vor, mit dem sie Blurred Vision gründeten.
Im Jahr 2012 wurde Blurred Vision offizieller Botschafter der Wohltätigkeitsorganisation Whyhunger, gemeinsam mit Künstlern wie Bruce Springsteen, Carlos Santana und Yoko Ono. Zwei Jahre später waren sie die einzige Band aus Kanada, die bei den Konzerten zum 50. Jahrestag der Beatles in New York City auftrat.
Blurred Visions Debütalbum Organized Insanity, produziert von Terry Brown, wurde im April 2015 veröffentlicht. In Teilen der Musikpresse fand es großen Anklang und wurde beispielsweise von Musikjournalist Malcolm Dome als "eines der besten [Alben] von 2015" gepriesen. Nach der Veröffentlichung des Albums ging die Band zusammen mit Uriah Heep auf eine Tournee durch Großbritannien.
Im Jahr 2016 veröffentlichte die Band den Soundtrack zum Film Manhattan Undying (betitelt Manhattan) via PledgeMusic.
Schlagzeuger Ben Riley und Bassist Sohl Osley verließen die Band im August 2018. Sie wurden durch Bentley Levy am Bass und Jake Bradford Sharp am Schlagzeug ersetzt, und ein weiterer Gitarrist namens Ed Bennet wurde in das Lineup aufgenommen. In dieser Besetzung nahm die Band ihr zweites Studioalbum auf, welches voraussichtlich Ende 2018 oder Anfang 2019 veröffentlicht werden wird.

## Diskografie

### Singles
- 2010: Another Brick in the Wall (Hey Ayatollah Leave Those Kids Alone)
- 2015: All I Wanted
- 2015: Dear John
- 2017: Democracy

### Alben
- 2015: Organized Insanity
- 2016: Manhattan (Soundtrack für Manhattan Undying)